# Condado de Clay (Iowa)
El condado de Clay (en inglés: Clay County, Iowa), fundado en 1851, es uno de los 99 condados del estado estadounidense de Iowa. En el año 2000 tenía una población de 17 372 habitantes con una densidad poblacional de 12 personas por km². La sede del condado es Spencer.

## Geografía
Según la Oficina del Censo, el condado tiene un área total de 1483 km² (572,6 mi²), de la cual 1473 km² (568,7 mi²) es tierra y 9 km² (3,5 mi²) es agua.

### Condados adyacentes
- Condado de Dickinson norte
- Condado de Palo Alto este
- Condado de Buena Vista sur
- Condado de O'Brien oeste

## Demografía
En el 2000 la renta per cápita promedia del condado era de $35 799, y el ingreso promedio para una familia era de $42 769. El ingreso per cápita para el condado era de $19 451. En 2000 los hombres tenían un ingreso per cápita de $30 163 contra $21 068 para las mujeres. Alrededor del 8,20% de la población estaba bajo el umbral de pobreza nacional.
| 1900   | 1910   | 1920   | 1930   | 1940   | 1950   | 1960   | 1970   | 1980   | 1990   | 2000   |
| ------ | ------ | ------ | ------ | ------ | ------ | ------ | ------ | ------ | ------ | ------ |
| 13 401 | 12 766 | 15 660 | 16 107 | 17 762 | 18 103 | 18 504 | 18 464 | 19 576 | 17 585 | 17 372 |

## Lugares

### Ciudades
- Dickens
- Everly
- Fostoria
- Gillett Grove
- Greenville
- Peterson
- Rossie
- Royal
- Spencer
- Webb

### Principales carreteras
- U.S. Highway 18
- U.S. Highway 71
- Carretera de Iowa 10